# Enílton
Enílton Menezes de Miranda (Campo Grande, 11 oktober 1977) is een Braziliaans voetballer.